# Distretto di Masma
Il distretto di Masma è uno dei trentaquattro distretti della provincia di Jauja, in Perù. Si trova nella regione di Junín e si estende su una superficie di 14,26  chilometri quadrati.